# Districtul Mascara
Mascara este un district din provincia Mascara, Algeria.